# Amparo (São Tomé und Príncipe)
Amparo (früher Roça Amparo I°)  ist eine alte Plantage (Roça) im Distrikt Cantagalo auf der Insel São Tomé im Inselstaat São Tomé und Príncipe. 2012 wurden 56 Einwohner gezählt.

## Geschichte
Der Name der Roça stand in Großbuchstaben über dem Eingangsportal. Die ehemaligen Arbeiterunterkünfte (Sanzalas) sind noch erhalten.

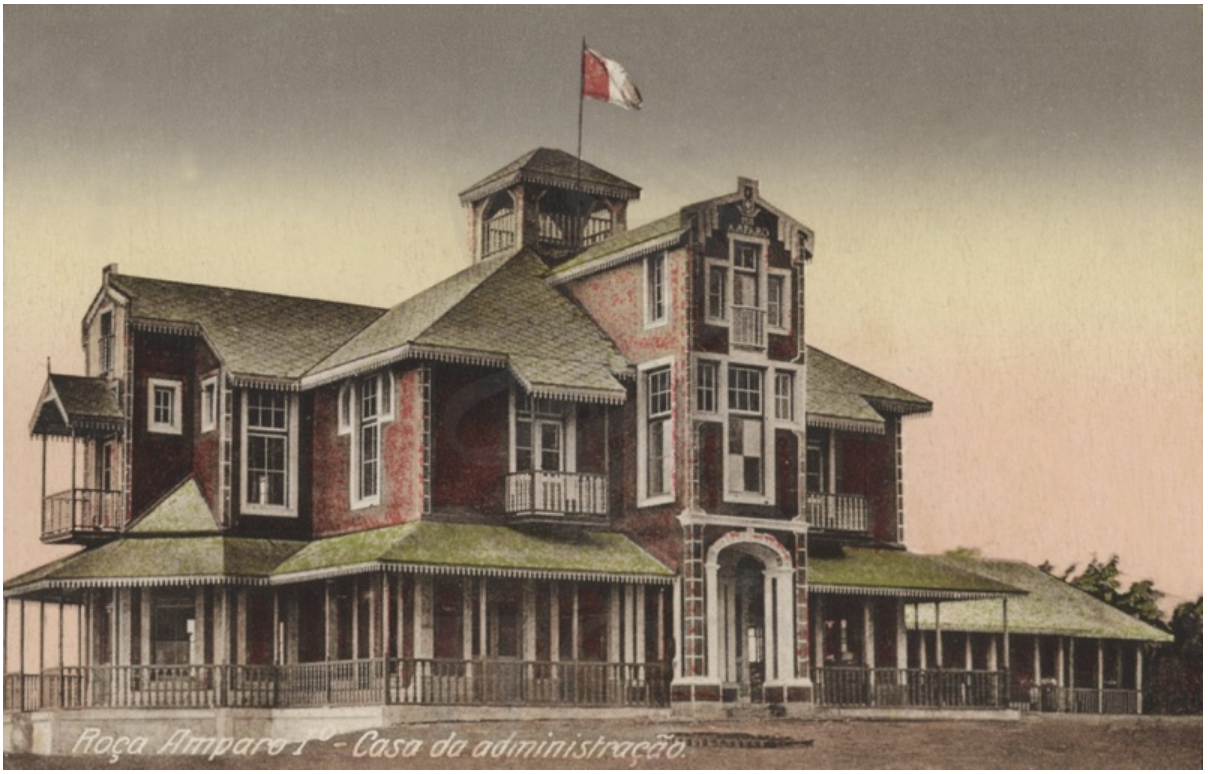
Bürogebäude, 1929
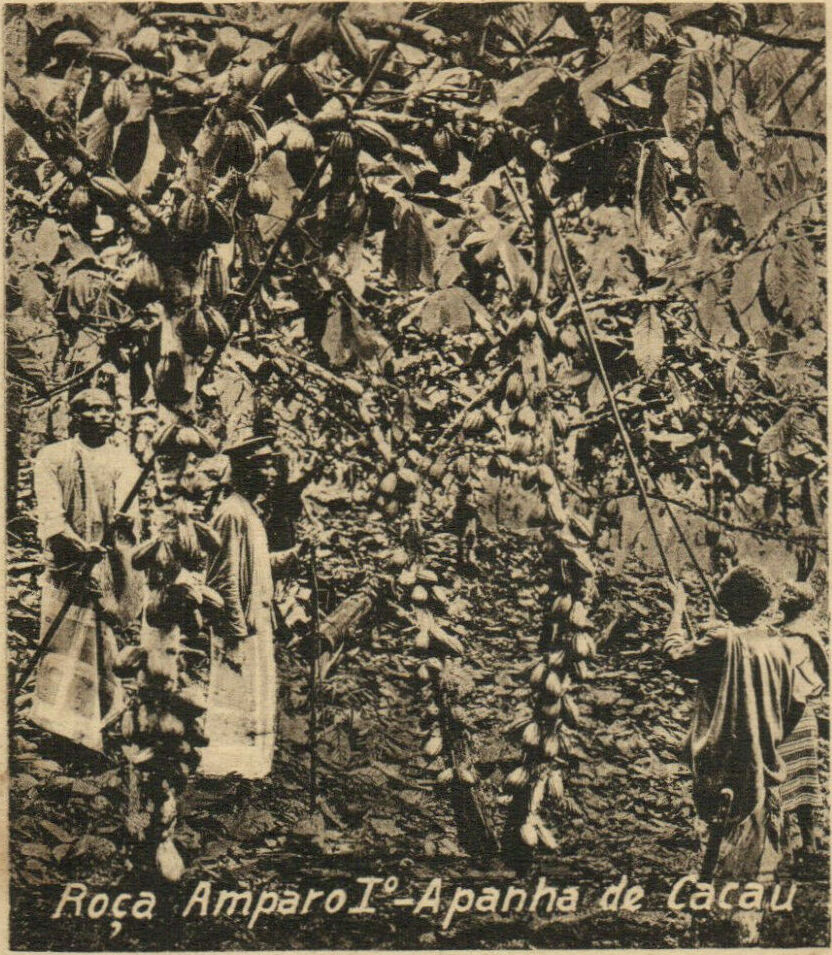
Kakaoplantage
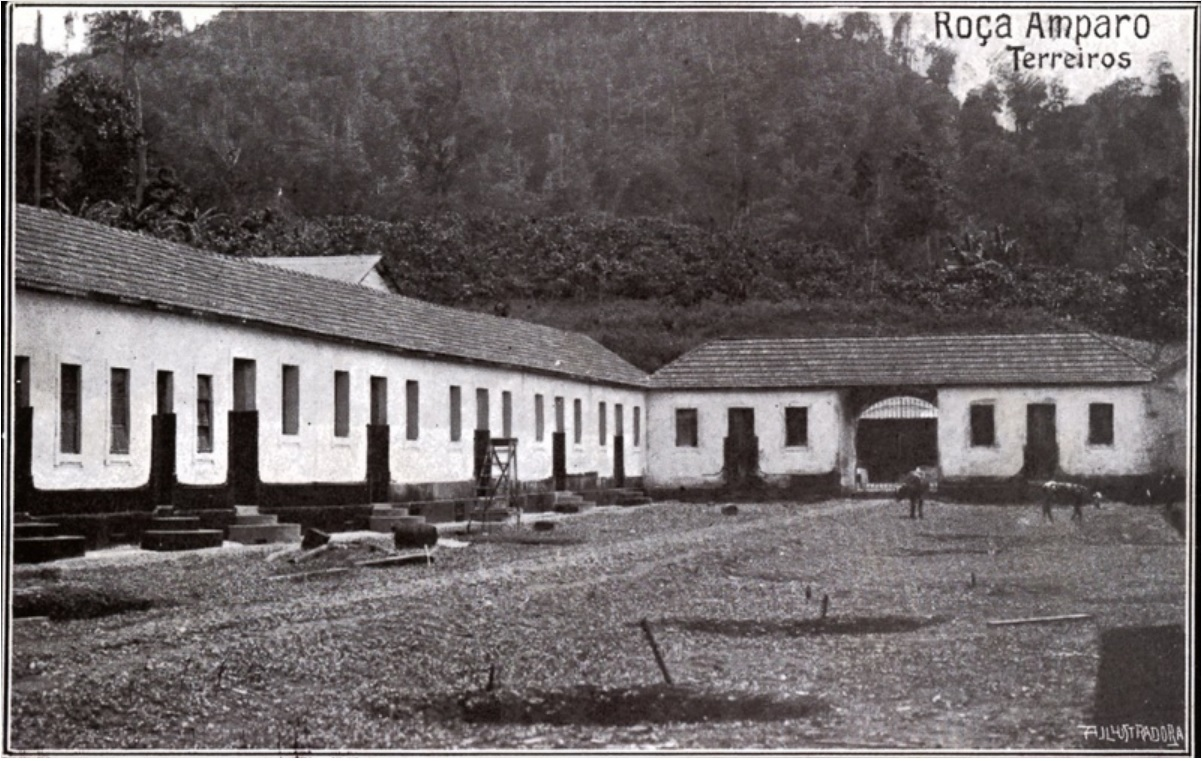
Arbeiterunterkünfte, 1920